# Pierre Richard de La Vergne
Pierre Richard de La Vergne est un prêtre et homme politique français, député du clergé aux États généraux de 1789, né le 23 janvier 1729 à Boussay et décédé le 8 octobre 1817 à Nantes.

## Biographie
Pierre Richard de La Vergne est le fils René Richard, sieur de La Vergne, docteur en médecine, sénéchal de la commanderie de Clisson, et de Marie Agathe Dupouët. Il est l'oncle de Charles Marie Richard et le grand-oncle du cardinal Richard.
Pierre Richard de La Vergne entre dans les ordres, est reçu docteur en droit et avocat au parlement, et devient successivement chapelain de l'Hôtel-Dieu de Nantes, de l'hôpital d'Angers, directeur des religieuses fontevristes de la Regrippière, chanoine de la collégiale de Montaigu, titulaire des bénéfices de Poidras en Gétigné et de la Motte en Cugand, et prieur-curé de la Trinité de Clisson le 20 mars 1764. 
Député en cour en 1775 pour obtenir la confirmation des privilèges des Marches, il y est de nouveau envoyé en 1789, pour demander que ce pays puisse élire des députés aux États généraux. On fait droit à sa requête, et, le 2 avril 1789, il est élu lui-même député du clergé des Marches aux États généraux.
Il est des derniers à se réunir au tiers-état, et soutient les privilèges de son ordre ; mais après les scènes tumultueuses des 5 et 6 octobre 1789 à Versailles, il quitte l'Assemblée et revient à Clisson, tout en conservant son titre de député.
Le 29 juin 1792, il est arrêté à Clisson, conduit à Nantes, longuement interrogé, et déporté en Portugal. Il revient en France sous le Consulat, et se fixe à Nantes où il meurt.

## Sources
- Adolphe Robert et Gaston Cougny, Dictionnaire des parlementaires français de 1789 à 1889.